# 太陽神與酒神
太陽神與酒神或稱阿波羅與戴歐尼修斯，是一種哲學的、文學的概念，一種二分法。西方的文學及哲學家如：普魯塔克、尼采、托馬斯·曼等，都多以此理論為基礎，作出文學或哲學評論。
雖然此理論是藉德國哲學家尼采的《悲劇的誕生》而廣為人知，但其實它是普魯士詩人弗里德里希·荷爾德林引用溫克爾曼對酒神戴歐尼修斯的論述提出的。. 
此理論描述的兩個極端均是以希臘神話的神祇命名的。一個是太陽神阿波羅，另一個是豐收之神和酒神戴歐尼修斯。他們均是天神宙斯的兒子。阿波羅代表詩歌、預言、俊美整齊和光明；戴歐尼修斯則代表生命力、戲劇、狂喜和醉酒。文學評論家以他們對比的性格描述不同的藝術風格，但希臘神話中他們並非相反象徵或仇敵。

## 尼采的理論

### 悲劇的誕生
在《悲劇的誕生》中，尼采運用「酒神」與「太陽神」做為一組二元對立的精神範式典型，他以醉境和夢境分別形容酒神狀態和太陽神狀態。
太陽神精神象徵的是美的外觀，「我們用太陽神的名字統稱美的外觀的無數幻覺」，是一種形式美、節制和對稱、是分析和分辨。太陽神精神象徵的是形式主義和古典主義、視覺藝術。
而酒神精神來源自古希臘的酒神祭。在酒神祭中，人們打破禁忌、放縱慾望，解除一切束縛，復歸自然。這是一種痛苦與狂喜交織的非理性狀態。「酒神狀態的迷狂，它對人生日常界線和規則的破壞，期間，包含著一種恍惚的成分，個人過去所經歷的一切都淹沒在其中了。」是一種狂熱、瘋狂的快感、是人與人之間的界限消弭了，成為了稱為觀眾的一體。酒神精神象徵的是浪漫主義、音樂和表演藝術。
尼采相信艾斯奇勒斯和索福克勒斯希臘悲劇同時蘊含太陽神（演員的對話部份）和酒神（歌詠團的歌唱部份）的精神。然而，尤里比底斯卻捨棄了酒神精神，將戲劇引導至心理劇的層面，亦因此造成希臘悲劇的衰微。

### 偶像的黃昏
晚期的尼采美學思想將酒神及太陽神精神都視為醉境：「兩者都被理解為醉的類型」。且賦予酒神不僅是美學上的意義，且是面對人生苦難的重要力量：「甚至對生命最奇怪與最艱難的問題都要表示肯定，甚至在其最高類型時生命意志都會對其自身的不可窮盡性感到喜悅— 那就是我所謂的酒神精神，我推測那就是能通達悲劇詩人心理學的橋樑。」